# Rajeev Ram
Rajeev Ram (* 18. března 1984 Denver, Colorado) je americký profesionální tenista. V letech 2022–2023 byl světovou jedničkou ve čtyřhře, kterou se stal jako padesátý sedmý od zavedení klasifikace v březnu 1976, devatenáctý Američan a při nástupu ve 38 letech historicky nejstarší jednička v prvním období. Ve třech obdobích na čele strávil devět týdnů. Ve své dosavadní kariéře na okruhu ATP Tour vyhrál dva singlové a třicet jedna deblových turnajů včetně čtyř grandslamů. Na challengerech ATP a okruhu ITF získal devět titulů ve dvouhře a dvacet jeden ve čtyřhře.
Na žebříčku ATP byl ve dvouhře nejvýše klasifikován v dubnu 2016 na 56. místě a ve čtyřhře pak v říjnu 2022 na 1. místě. Trénují ho Bryan Smith a Billy Heiser.
Stříbrným medailistou se stal ve smíšené čtyřhře riodejaneirské olympiády 2016, kde startoval s Venus Williamsovou. Na olympijských hrách 2024 v Paříži získal po boku Austina Krajicka stříbrnou medaili z mužské čtyřhry. Na nejvyšší grandslamové úrovni ovládl s Češkou Barborou Krejčíkovou smíšenou soutěž Australian Open 2019 a 2021. Po boku Brita Joea Salisburyho triumfoval ve čtyřhře Australian Open 2020 a také na US Open v letech 2021, 2022 a 2023. Jako první pár v otevřené éře třikrát v řadě ovládli čtyřhru grandslamu hraného na tvrdém povrchu. Již ziskem melbournského titulu při své 58. účasti překonal grandslamový rekord open éry nejdéle čekajícího hráče na první deblovou trofej, který s 55 účastmi držel Martin Damm. Ramův rekord pak o tři účasti překonal Bopanna trofejí z Australian Open 2024.
S krajanem Brianem Bakerem odešli poraženi z finále juniorské čtyřhry ve Wimbledonu 2002, když nestačili na Rumuny Mergeu s Tecăuem. Se Salisburym vyhrál Turnaj mistrů 2022 a 2023. Finále si zahráli již v roce 2021. Stali se tak první dvojicí od Woodbridge s Woodfordem z let 1992–1994, která se probojovala do tří navazujících finále Turnaje mistrů.

## Tenisová kariéra

### Týmové soutěže
V americkém daviscupovém týmu debutoval v roce 2021 utkáním základní skupiny finálového turnaje proti Itálii, v němž vyhrál čtyřhru po boku Jacka Socka. Američané přesto odešli poraženi 1:2 na zápasy. Do roku 2025 v soutěži nastoupil k třinácti mezistátním utkáním s bilancí 0–0 ve dvouhře a 10–3 ve čtyřhře.
Spojené státy americké reprezentoval na Letních olympijských hrách 2016 v Riu de Janeiru, kde do mužské čtyřhry nastoupil s Brianem Bakerem díky žebříčkové ochraně. Soutěž opustili ve druhém kole po prohře od rakouského páru Oliver Marach a Alexander Peya. Po boku Venus Williamsové vybojoval stříbrnou medaili ve smíšené čtyřhře. Do finále postoupili přes čtvrtý nasazený indický pár Sania Mirzaová a Rohan Bopanna, aby následně skončili na raketách krajanů Bethanie Mattekové-Sandsové a Jacka Socka.
Zúčastnil se také odložených Her XXXII. olympiády v Tokiu, kde nastoupil s Francesem Tiafoem do mužské čtyřhry. Ve druhém kole podlehli pozdějším stříbrným medailistům Marinu Čilićovi s Ivanem Dodigem z Chorvatska. Na úvod mixu pak vypadl s Bethanií Mattekovou-Sandsovou.

### Profesionální kariéra
Ve dvouhře okruhu ATP Tour debutoval na RCA Chamionships 2002 v domovském Indianapolisu, kam obdržel divokou kartu. Na úvod podlehl chilskému hráči Nicolási Massúovi. V roce 2003 si na témže turnaji připsal první vyhraný zápas na okruhu, když opět na divokou kartu zdolal Rusa Igora Levina. Debutový singlový titul přišel na newportském Hall of Fame Tennis Championships 2009 v Rhode Islandu, na nějž zavítal jako 181. hráč žebříčku ATP a do hlavní soutěže prošel až jako šťastný poražený z kvalifikace. V posledních třech dnech turnaje odehrál osm zápasů, čtyři v singlu a čtyři v deblu, což znamenalo více než 12 hodin strávených na dvorci. Ve finále dvouhry zdolal třetího nasazeného Sama Querreyho a bodový zisk jej posunul na 108. příčku. Vedle toho triumfoval i ve čtyřhře s Australanem Jordanem Kerrem po výhře nad dvojicí Michael Kohlmann a Rogier Wassen. Jako první od roku 1987 a Dana Goldieho tak v Newportu získal trofeje z obou soutěží.

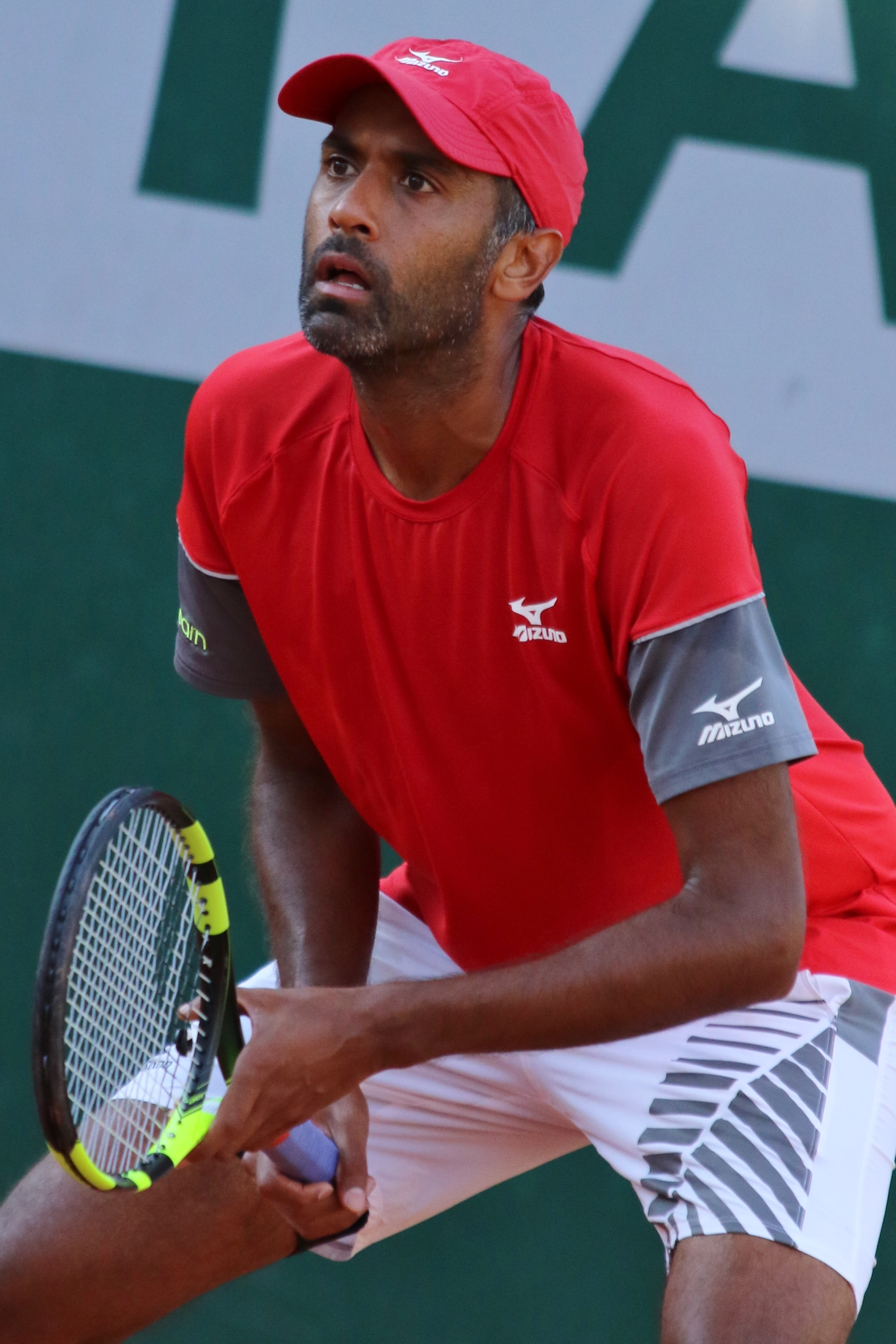
Rajeev Ram na French Open 2018

První vítězný zápas v sérii ATP Masters zažil na březnovém BNP Paribas Open 2016 po výhře nad šťastným poraženým kvalifikantem Noahem Rubinem, aby jej poté zastavil sedmnáctý nasazený Australan Bernard Tomic. V rámci kategorie Masters se do osmifinále poprvé probojoval na srpnovém Rogers Cupu 2016, kde na jeho raketě zůstali ekvádorský kvalifikant Emilio Gómez a třináctý nasazený Francouz Lucas Pouille. Ve třetím kole jej vyřadila japonská turnajová trojka Kei Nišikori ve dvou setech.
Debut v hlavní singlové soutěži nejvyšší grandslamové kategorie zaznamenal na French Open 2010, kde na úvod vypadl s Kazachem Jurijem Ščukinem. Semifinále mužské čtyřhry si v páru s krajanem Scottem Lipskym zahrál na US Open 2014 a také ve Wimbledonu 2016 po boku Jihoafričana Ravena Klaasena.
S Joem Salisburym vytvořil ve čtyřhře Australian Open 2020 jedenáctou nasazenou dvojici. Ve finále zdolali Australany hrající na divokou kartu Maxe Purcella s Lukem Savillem po dvousetovém průběhu. Zisk třetí společné a první grandslamové trofeje z mužského debla jej premiérově posunul na 5. místo žebříčku ATP pro čtyřhru. Obhajobu na Australian Open 2021 jim ve finálovém duelu překazila chorvatsko-slovenská dvojice Ivan Dodig a Filip Polášek, jíž podlehli po dvousetovém průběhu. Druhý major ovládli na US Open 2021 po finálovém vítězství nad Britem Jamiem Murrayho a Brazilcem Brunem Soaresem. Poprvé v otevřené éře tenisu se tak ve finále grandslamu střetli dva Britové a po dvanácti letech rozhodla o vítězích ve Flushing Meadows až třetí závěrečná sada. Na prahu vyřazení se ocitli ve čtvrtfinále, v němž odvrátili čtyři mečboly Ebdenovi s Purcellem. Od semifinále Wimbledonu 2021 jejich zápasová bilance činila 11–1, když vyhráli jednu z generálek na torontském Canada Masters 2021. Z pozice prvního světového páru vybojovali trofej na US Open 2022. V závěrečném utkání soutěže zdolali nizozemsko-britské turnajové dvojky Wesleyho Koolhofa a Neala Skupského ve dvou sadách. Stali se tak teprve druhým párem, který v otevřené éře ve Flushing Meadows obhájil titul. V této statistice navázali na Australany Woodbridge s Woodfordem z let 1995 a 1996.
Při šesté účasti na Turnaji mistrů, turínském ATP Finals 2022, se Salisburym poprvé triumfoval na závěrečné události roku. Vylepšil tím finálová maxima z let 2016 a 2021. V boji o titul přehráli chorvatské turnajové čtyřky Nikolu Mektiće s Matem Pavićem po dvousetovém průběhu. Negativní vzájemnou bilanci zápasů proti Chorvatům snížili na 3–4. Stejné soupeře vyřadili i v semifinále o rok dříve. Jako neporažený pár si odvezli 930 300 dolarů, historicky nejvyšší částku z jakékoli deblové soutěže.

## Soukromý život
Ram je Američan indického původu. Jeho rodiče Raghav a Sušma Ramovi pocházejí z indického Bengalúru.

## Finále na Grand Slamu

### Mužská čtyřhra: 5 (4–1)
| Stav      | rok  | turnaj          | povrch | spoluhráč     | soupeři ve finále           | výsledek      |
| --------- | ---- | --------------- | ------ | ------------- | --------------------------- | ------------- |
| Vítěz     | 2020 | Australian Open | tvrdý  | Joe Salisbury | Max Purcell Luke Saville    | 6–4, 6–2      |
| Finalista | 2021 | Australian Open | tvrdý  | Joe Salisbury | Ivan Dodig Filip Polášek    | 3–6, 4–6      |
| Vítěz     | 2021 | US Open         | tvrdý  | Joe Salisbury | Jamie Murray Bruno Soares   | 3–6, 6–2, 6–2 |
| Vítěz     | 2022 | US Open (2)     | tvrdý  | Joe Salisbury | Wesley Koolhof Neal Skupski | 7–6(7–4), 7–5 |
| Vítěz     | 2023 | US Open (3)     | tvrdý  | Joe Salisbury | Rohan Bopanna Matthew Ebden | 2–6, 6–3, 6–4 |

### Smíšená čtyřhra: 3 (2–1)
| Stav      | rok  | turnaj              | povrch | spoluhráčka        | soupeři ve finále                  | výsledek      |
| --------- | ---- | ------------------- | ------ | ------------------ | ---------------------------------- | ------------- |
| Finalista | 2016 | US Open             | tvrdý  | Coco Vandewegheová | Laura Siegemundová Mate Pavić      | 4–6, 4–6      |
| Vítěz     | 2019 | Australian Open     | tvrdý  | Barbora Krejčíková | Astra Sharmaová John-Patrick Smith | 7–6(7–3), 6–1 |
| Vítěz     | 2021 | Australian Open (2) | tvrdý  | Barbora Krejčíková | Samantha Stosurová Matthew Ebden   | 6–1, 6–4      |

## Finále na Turnaji mistrů

### Čtyřhra: 4 (2–2)
| Stav      | rok  | turnaj                 | povrch    | spoluhráč     | soupeři ve finále                   | výsledek finále  |
| --------- | ---- | ---------------------- | --------- | ------------- | ----------------------------------- | ---------------- |
| Finalista | 2016 | Londýn, Velká Británie | tvrdý (h) | Raven Klaasen | Henri Kontinen John Peers           | 6–2, 1–6, [8–10] |
| Finalista | 2021 | Turín, Itálie          | tvrdý (h) | Joe Salisbury | Nicolas Mahut Pierre-Hugues Herbert | 4–6, 6–7(0–7)    |
| Vítěz     | 2022 | Turín, Itálie          | tvrdý (h) | Joe Salisbury | Nikola Mektić Mate Pavić            | 7–6(7–4), 6–4    |
| Vítěz     | 2023 | Turín, Itálie          | tvrdý (h) | Joe Salisbury | Marcel Granollers Horacio Zeballos  | 6–3, 6–4         |

## Zápasy o olympijské medaile

### Mužská čtyřhra: 1 (1 stříbro)
| Stav    | datum         | turnaj         | povrch | spoluhráč       | soupeři v zápase o medaili | výsledek                   |
| ------- | ------------- | -------------- | ------ | --------------- | -------------------------- | -------------------------- |
| Stříbro | 2. srpna 2024 | Paříž, Francie | antuka | Austin Krajicek | Matthew Ebden John Peers   | 7–6(8–6), 6–7(1–7), [8–10] |

### Smíšená čtyřhra: 1 (1 stříbro)
| Stav    | datum          | turnaj                   | povrch | spoluhráčka       | soupeři v zápase o medaili            | výsledek              |
| ------- | -------------- | ------------------------ | ------ | ----------------- | ------------------------------------- | --------------------- |
| Stříbro | 14. srpna 2016 | Rio de Janeiro, Brazílie | tvrdý  | Venus Williamsová | Bethanie Matteková-Sandsová Jack Sock | 7–6(7–3), 1–6, [7–10] |

## Finále na okruhu ATP Tour
| Legenda (před / od 2009)                                 |                          |
| D – dvouhra; Č – čtyřhra                                 | D – dvouhra; Č – čtyřhra |
| -------------------------------------------------------- | ------------------------ |
| Grand Slam (4–1 Č)                                       |                          |
| Olympijské hry (0–1 Č)                                   |                          |
| Turnaj mistrů (2–2 Č)                                    |                          |
| ATP Masters Series / ATP Tour Masters 1000 (5–4 Č)       |                          |
| ATP International Series Gold / ATP Tour 500 (5–3 Č)     |                          |
| ATP International Series / ATP Tour 250 (2–1 D; 15–12 Č) |                          |

### Dvouhra: 3 (2–1)
| Stav      | č. | datum             | turnaj                      | povrch | soupeř ve finále | výsledek                |
| --------- | -- | ----------------- | --------------------------- | ------ | ---------------- | ----------------------- |
| Vítěz     | 1. | 12. července 2009 | Newport, Spojené státy      | tráva  | Sam Querrey      | 6–7(3–7), 7–5, 6–3      |
| Vítěz     | 2. | 19. července 2015 | Newport, Spojené státy (2)  | tráva  | Ivo Karlović     | 7–6(7–5), 5–7, 7–6(7–2) |
| Finalista | 1. | 21. února 2016    | Delray Beach, Spojené státy | tvrdý  | Sam Querrey      | 4–6, 6–7(6–8)           |

### Čtyřhra: 55 (31–24)
| Stav      | č.  | datum              | turnaj                                    | povrch    | spoluhráč          | soupeři ve finále                       | výsledek                   |
| --------- | --- | ------------------ | ----------------------------------------- | --------- | ------------------ | --------------------------------------- | -------------------------- |
| Finalista | 1.  | 22. srpna 2005     | New Haven, Spojené státy                  | tvrdý     | Bobby Reynolds     | Gastón Etlis Martin Rodríguez           | 4–6, 3–6                   |
| Vítěz     | 1.  | 11. ledna 2009     | Čennaj, Indie                             | tvrdý     | Eric Butorac       | Jean-Claude Scherrer Stanislas Wawrinka | 6–3, 6–4                   |
| Vítěz     | 2.  | 12. července 2009  | Newport, Spojené státy                    | tráva     | Jordan Kerr        | Michael Kohlmann Rogier Wassen          | 6–7(6–8), 7–6(9–7), [10–6] |
| Vítěz     | 3.  | 4. října 2009      | Bangkok, Thajsko                          | tvrdý     | Eric Butorac       | Guillermo García-López Mischa Zverev    | 7–6(7–4), 6–3              |
| Vítěz     | 4.  | 25. července 2010  | Atlanta, Spojené státy                    | tvrdý     | Scott Lipsky       | Rohan Bopanna Kristof Vliegen           | 6–3, 6–7(4–7), [12–10]     |
| Finalista | 2.  | 6. února 2011      | Johannesburg, Jihoafrická republika       | tvrdý     | Scott Lipsky       | James Cerretani Adil Shamasdin          | 3–6, 6–3, [7–10]           |
| Vítěz     | 5.  | 13. února 2011     | San Jose, Spojené státy                   | tvrdý (h) | Scott Lipsky       | Alejandro Falla Xavier Malisse          | 6–4, 4–6, [10–8]           |
| Vítěz     | 6.  | 27. února 2011     | Delray Beach, Spojené státy               | tvrdý     | Scott Lipsky       | Christopher Kas Alexander Peya          | 4–6, 6–4, [10–3]           |
| Vítěz     | 7.  | 23. září 2012      | Petrohrad, Rusko                          | tvrdý (h) | Nenad Zimonjić     | Lukáš Lacko Igor Zelenay                | 6–2, 4–6, [10–6]           |
| Finalista | 3.  | 13. července 2014  | Newport, Spojené státy                    | tráva     | Jonatan Erlich     | Lleyton Hewitt Chris Guccione           | 5–7, 4–6                   |
| Vítěz     | 8.  | 21. června 2015    | Halle, Německo                            | tráva     | Raven Klaasen      | Rohan Bopanna Florin Mergea             | 7–6(7–5), 6–2              |
| Finalista | 4.  | 4. října 2015      | Kuala Lumpur, Malajsie                    | tvrdý (h) | Raven Klaasen      | Treat Conrad Huey Henri Kontinen        | 6–7(4–7), 2–6              |
| Finalista | 5.  | 2. dubna 2016      | Miami, Spojené státy                      | tvrdý     | Raven Klaasen      | Pierre-Hugues Herbert Nicolas Mahut     | 7–5, 1–6, [7–10]           |
| Finalista | 6.  | 21. května 2016    | Ženeva, Švýcarsko (2)                     | antuka    | Raven Klaasen      | Sam Querrey Steve Johnson               | 4–6, 1–6                   |
| Vítěz     | 9.  | 19. června 2016    | Halle, Německo (2)                        | tráva     | Raven Klaasen      | Łukasz Kubot Alexander Peya             | 7–6(7–5), 6–2              |
| Vítěz     | 10. | 1. října 2016      | Čcheng-tu, ČLR                            | tvrdý     | Raven Klaasen      | Pablo Carreño Busta Mariusz Fyrstenberg | 7–6(7–2), 7–5              |
| Finalista | 7.  | 9. října 2016      | Tokio, Japonsko                           | tvrdý     | Raven Klaasen      | Marcel Granollers Marcin Matkowski      | 2–6, 6–7(4–7)              |
| Finalista | 8.  | 20. listopadu 2016 | Turnaj mistrů, Londýn, Spojené království | tvrdý (h) | Raven Klaasen      | Henri Kontinen John Peers               | 6–2, 1–6, [8–10]           |
| Vítěz     | 11. | 26. února 2017     | Delray Beach, USA                         | tvrdý     | Raven Klaasen      | Treat Conrad Huey Max Mirnyj            | 7–5, 7–5                   |
| Vítěz     | 12. | 18. března 2017    | Indian Wells, USA                         | tvrdý     | Raven Klaasen      | Łukasz Kubot Marcelo Melo               | 6–7(1–7), 6–4, [10–8]      |
| Finalista | 9.  | 17. června 2017    | s-Hertogenbosche, Nizozemsko              | tráva     | Raven Klaasen      | Łukasz Kubot Marcelo Melo               | 3–6, 4–6                   |
| Vítěz     | 13. | 23. července 2017  | Newport, Spojené státy                    | tráva     | Ajsám Kúreší       | Matt Reid John-Patrick Smith            | 6–4, 4–6, [10–7]           |
| Vítěz     | 14. | 1. října 2017      | Šen-čen, Čína                             | tvrdý     | Alexander Peya     | Nikola Mektić Nicholas Monroe           | 6–3, 6–2                   |
| Vítěz     | 15. | 6. května 2018     | Mnichov, Německo                          | antuka    | Ivan Dodig         | Nikola Mektić Alexander Peya            | 6–3, 7–5                   |
| Finalista | 10. | 26. května 2018    | Ženeva, Švýcarsko                         | antuka    | Ivan Dodig         | Oliver Marach Mate Pavić                | 6–3, 6–7(3–7), [9–11]      |
| Finalista | 11. | 29. července 2018  | Atlanta, Spojené státy                    | tvrdý     | Ryan Harrison      | Nicholas Monroe John-Patrick Smith      | 6–3, 6–7(5–7), [8–10]      |
| Finalista | 12. | 30. září 2018      | Šen-čen, ČLR                              | tvrdý     | Robert Lindstedt   | Ben McLachlan Joe Salisbury             | 6–7(5–7), 6–7(4–7)         |
| Vítěz     | 16. | 21. října 2018     | Moskva, Rusko                             | tvrdý (h) | Austin Krajicek    | Max Mirnyj Philipp Oswald               | 7–6(7–4), 6–4              |
| Vítěz     | 17. | 4. listopadu 2018  | Paříž, Francie                            | tvrdý (h) | Marcel Granollers  | Jean-Julien Rojer Horia Tecău           | 6–4, 6–4                   |
| Finalista | 13. | 6. ledna 2019      | Brisbane, Austrálie                       | tvrdý     | Joe Salisbury      | Marcus Daniell Wesley Koolhof           | 4–6, 6–7(6–8)              |
| Vítěz     | 18. | 2. března 2019     | Dubaj, Spojené arabské emiráty            | tvrdý     | Joe Salisbury      | Ben McLachlan Jan-Lennard Struff        | 7–6(7–4), 6–3              |
| Finalista | 14. | 23. června 2019    | Queen's Club, Londýn, Velká Británie      | tráva     | Joe Salisbury      | Feliciano López Andy Murray             | 6–7(6–8), 7–5, [5–10]      |
| Finalista | 15. | 20. října 2019     | Antverpy, Belgie                          | tvrdý (h) | Joe Salisbury      | Kevin Krawietz Andreas Mies             | 6–7(1–7), 3–6              |
| Vítěz     | 19. | 27. října 2019     | Vídeň, Rakousko (2)                       | tvrdý (h) | Joe Salisbury      | Łukasz Kubot Marcelo Melo               | 6–4, 6–7(5–7), [10–5]      |
| Vítěz     | 20. | 2. února 2020      | Australian Open, Melbourne, Austrálie     | tvrdý     | Joe Salisbury      | Max Purcell Luke Saville                | 6–4, 6–2                   |
| Finalista | 16. | 21. února 2021     | Australian Open, Melbourne, Austrálie     | tvrdý     | Joe Salisbury      | Ivan Dodig Filip Polášek                | 3–6, 4–6                   |
| Finalista | 17. | 16. května 2021    | Řím, Itálie                               | antuka    | Joe Salisbury      | Nikola Mektić Mate Pavić                | 4–6, 6–7(4–7)              |
| Finalista | 18. | 25. června 2021    | Eastbourne, Velká Británie                | tráva     | Joe Salisbury      | Nikola Mektić Mate Pavić                | 4–6, 3–6                   |
| Vítěz     | 21. | 15. srpna 2021     | Toronto, Kanada                           | tvrdý     | Joe Salisbury      | Nikola Mektić Mate Pavić                | 6–3, 4–6, [10–3]           |
| Vítěz     | 22. | 10. září 2021      | US Open, New York, Spojené státy          | tvrdý     | Joe Salisbury      | Jamie Murray Bruno Soares               | 3–6, 6–2, 6–2              |
| Finalista | 19. | 31. října 2021     | Vídeň, Rakousko                           | tvrdý (h) | Joe Salisbury      | Juan Sebastián Cabal Robert Farah       | 4–6, 2–6                   |
| Finalista | 20. | 21. listopadu 2021 | Turnaj mistrů, Turín, Itálie              | tvrdý (h) | Joe Salisbury      | Nicolas Mahut Pierre-Hugues Herbert     | 4–6, 6–7(0–7)              |
| Vítěz     | 23. | 18. dubna 2022     | Monte Carlo, Monako                       | antuka    | Joe Salisbury      | Juan Sebastián Cabal Robert Farah       | 6–4, 3–6, [10–7]           |
| Vítěz     | 24. | 21. srpna 2022     | Cincinnati, Spojené státy                 | tvrdý     | Joe Salisbury      | Tim Pütz Michael Venus                  | 7–6(7–4), 7–6(7–5)         |
| Vítěz     | 25. | 9. září 2022       | US Open, New York, Spojené státy (2)      | tvrdý     | Joe Salisbury      | Wesley Koolhof Neal Skupski             | 7–6(7–4), 7–5              |
| Vítěz     | 26. | 20. listopadu 2022 | Turnaj mistrů, Turín, Itálie              | tvrdý (h) | Joe Salisbury      | Nikola Mektić Mate Pavić                | 7–6(7–4), 6–4              |
| Vítěz     | 27. | květen 2023        | Lyon, Francie                             | antuka    | Joe Salisbury      | Nicolas Mahut Matwé Middelkoop          | 6–0, 6–3                   |
| Finalista | 21. | srpen 2023         | Toronto, Kanada                           | tvrdý     | Joe Salisbury      | Marcelo Arévalo Jean-Julien Rojer       | 3–6, 1–6                   |
| Vítěz     | 28. | 8. září 2023       | US Open, New York, Spojené státy (3)      | tvrdý     | Joe Salisbury      | Rohan Bopanna Matthew Ebden             | 2–6, 6–3, 6–4              |
| Vítěz     | 29. | 29. října 2023     | Vídeň, Rakousko (2)                       | tvrdý (h) | Joe Salisbury      | Nathaniel Lammons Jackson Withrow       | 6–4, 5–7, [12–10]          |
| Vítěz     | 30. | 19. listopadu 2023 | Turnaj mistrů, Turín, Itálie (2)          | tvrdý (h) | Joe Salisbury      | Marcel Granollers Horacio Zeballos      | 6–3, 6–4                   |
| Vítěz     | 31. | 13. ledna 2024     | Adelaide, Austrálie                       | tvrdý     | Joe Salisbury      | Rohan Bopanna Matthew Ebden             | 7–5, 5–7, [11–9]           |
| Finalista | 22. | 2. srpna 2024      | LOH – Paříž, Francie                      | antuka    | Austin Krajicek    | Matthew Ebden John Peers                | 7–6(8–6), 6–7(1–7), [8–10] |
| Finalista | 23. | 11. srpna 2024     | Montréal, Kanada                          | tvrdý     | Joe Salisbury      | Marcel Granollers Horacio Zeballos      | 2–6, 6–7(4–7)              |
| Finalista | 24. | leden 2025         | Auckland, Nový Zéland                     | tvrdý     | Christian Harrison | Nikola Mektić Michael Venus             | bez boje                   |

## Finále na juniorském Grand Slamu

### Čtyřhra: 1 (0–1)
| Stav      | rok  | turnaj    | povrch | spoluhráč   | soupeři ve finále         | výsledek      |
| --------- | ---- | --------- | ------ | ----------- | ------------------------- | ------------- |
| Finalista | 2002 | Wimbledon | tráva  | Brian Baker | Florin Mergea Horia Tecău | 4–6, 6–4, 4–6 |

## Postavení na konečném žebříčku ATP

### Dvouhra
| Rok    | 2001  | 2002   | 2003   | 2004   | 2005   | 2006   | 2007   | 2008   | 2009  | 2010   | 2011   | 2012   | 2013   | 2014   | 2015  | 2016   | 2017   | 2018–2023 |
| Pořadí | 1379. | ▲ 838. | ▲ 385. | ▲ 290. | ▲ 199. | ▼ 202. | ▼ 234. | ▲ 195. | ▲ 79. | ▼ 184. | ▲ 149. | ▲ 132. | ▲ 127. | ▼ 139. | ▲ 89. | ▼ 129. | ▼ 353. | —         |

### Čtyřhra
| Rok    | 2000  | 2001    | 2002   | 2003   | 2004   | 2005   | 2006   | 2007  | 2008  | 2009  | 2010  | 2011  | 2012  | 2013  | 2014  | 2015  | 2016  | 2017  | 2018  | 2019  | 2020  | 2021 | 2022 | 2023 |
| Pořadí | 1474. | ▲ 1101. | ▲ 688. | ▲ 510. | ▲ 129. | ▲ 113. | ▼ 138. | ▲ 63. | ▼ 69. | ▲ 39. | ▼ 67. | ▲ 45. | ▲ 44. | ▼ 78. | ▲ 53. | ▲ 36. | ▲ 14. | ▼ 22. | ▲ 21. | ▼ 24. | ▲ 14. | ▲ 4. | ▲ 3. | ▼ 6. |